# Clan Takanashi
Le clan Takanashi (高梨氏) de la province de Shinano descend directement de Yorisue Minamoto no, fils de Minamoto no Yorinobu. Un des petits-fils de Yorisue prend rapidement le nom « Takanashi ». Tadanao Takanashi est un vassal renommé du clan Minamoto durant la guerre de Genpei. Pendant l'époque Sengoku, les Takanashi connaissent une grande prospérité et s'étendent dans la région de Shinano jusqu'à ce qu'ils soient attaqués par Shingen Takeda. Quand le clan Takeda envahit leur territoire en 1553, les Takanashi s'allient avec les clans Murakami, Ogasawara et Suda. Mais tous doivent se tourner vers Uesugi Kenshin de la province d'Echigo pour qu'il leur vienne en aide. Les Takanashi perdent finalement leur domaine mais réussissent à rester vassaux du clan Uesugi.